# Paratrichius septemdecimguttatus
Paratrichius septemdecimguttatus är en skalbaggsart som beskrevs av Snellen Van Vollenhoven 1864. Paratrichius septemdecimguttatus ingår i släktet Paratrichius och familjen Cetoniidae. Inga underarter finns listade i Catalogue of Life.